# Lligadura (indumentària)

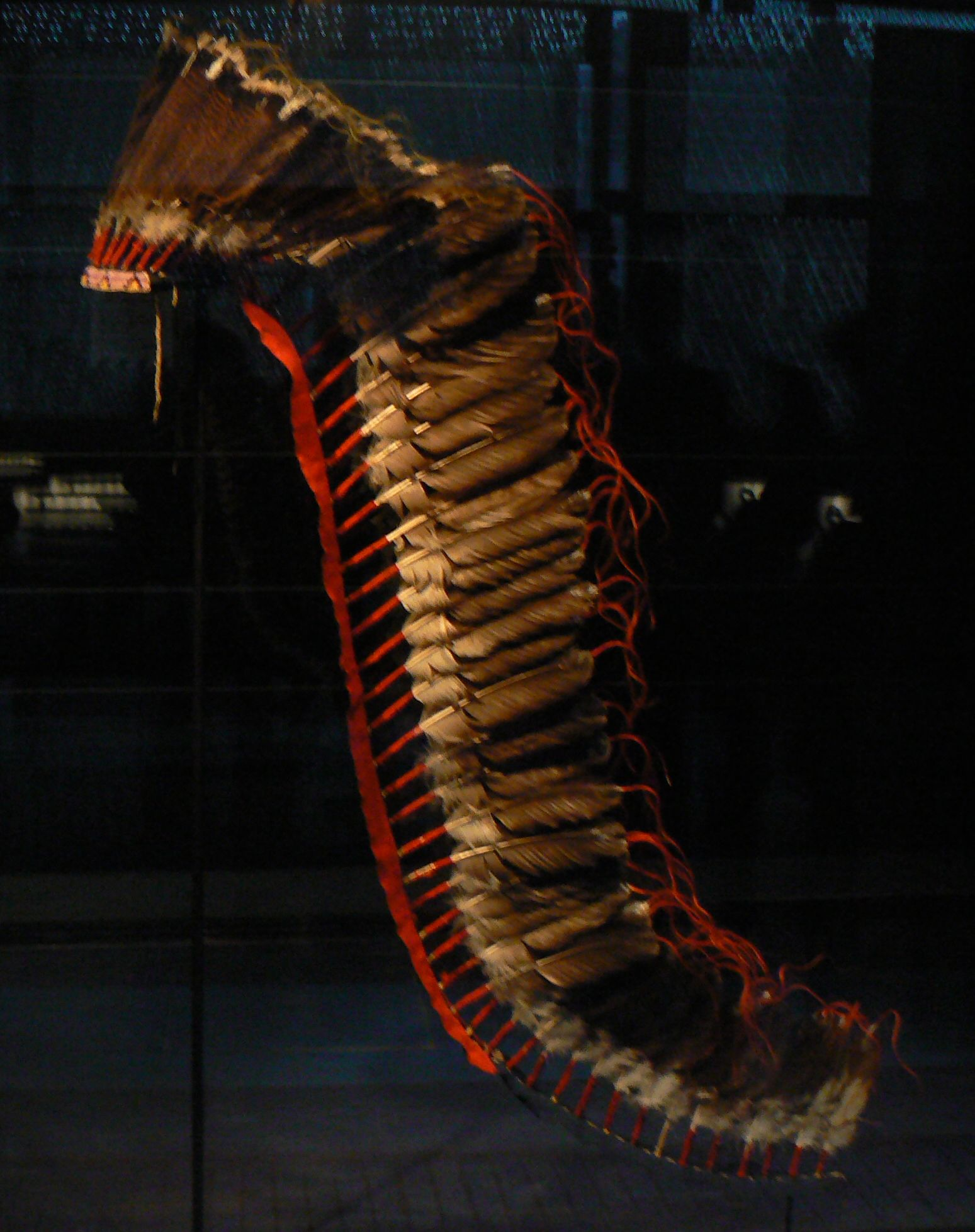
Lligadura ameríndia

Lligadura és el terme genèric que designa tot objecte o peça de vestir que es posa al cap per a cobrir-lo, com a ornament o per a protegir-lo del fred i del sol. També pot anomenar-se cobrecap.
La diversitat de lligadures és enorme. A més de les diferències produïdes al llarg de la història, en cada moment històric que hom prengui com a objecte d'observació n'hi ha de nacionals, regionals o locals, i d'internacionalitzades; per a home, per a dona o unisex; de civils, de religioses i de militars; de socialment democratitzadores i d'indicació d'estatus; de tradicionals i de moda.

## Etimologia

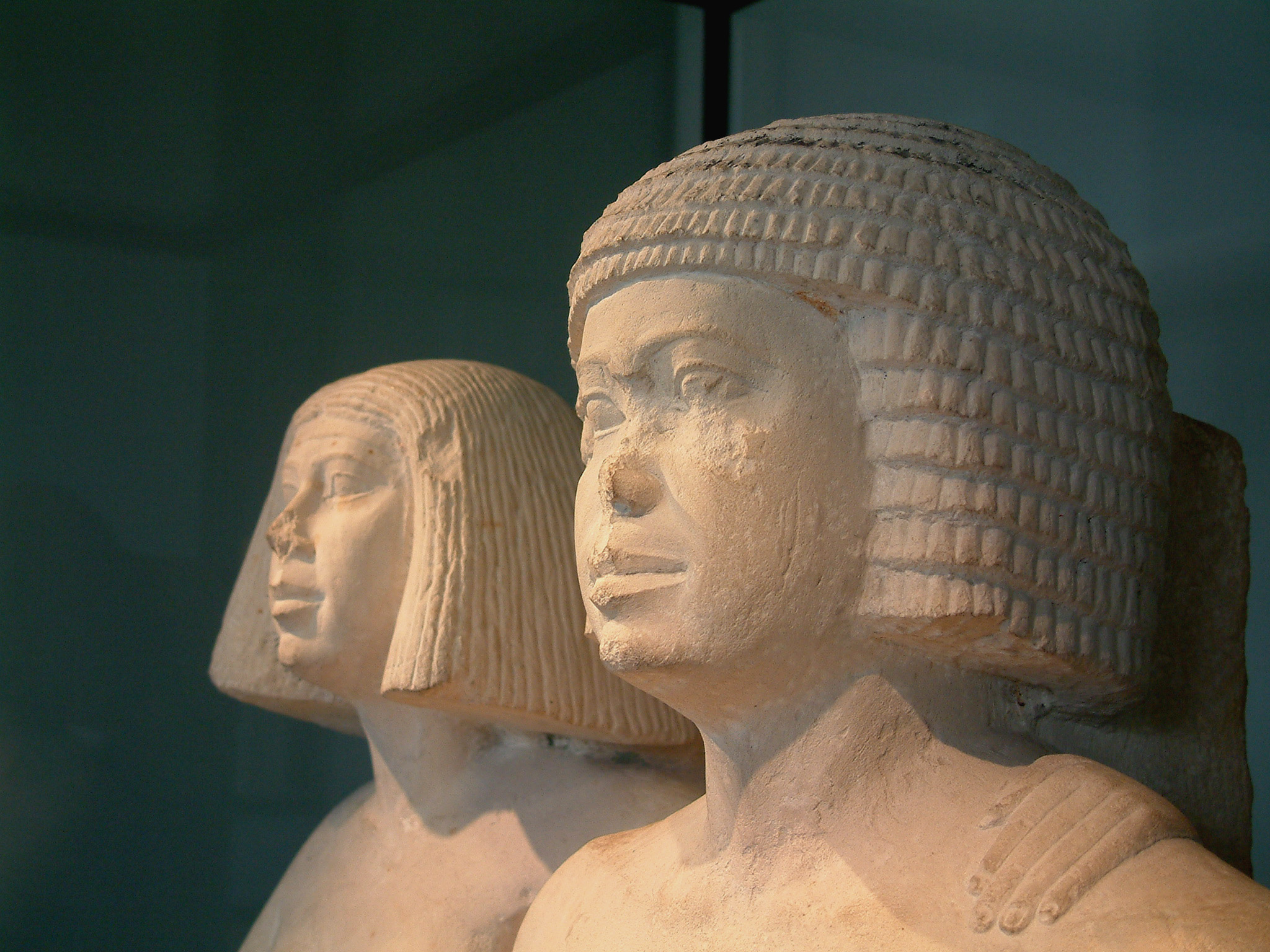
Perruques a l'antic Egipte

El mot català lligadura prové del llatí līgatūra, que tenia el mateix significat. El mot català «lligadura» equival a l'anglès headgear o headdress; a l'occità cofadura o cobrecap; al castellà tocado o cubrecabezas; al francès coiffure o couvre-chef; a l'italià copricapo; al portuguès cobertura (de cabeça); etc.

## Història

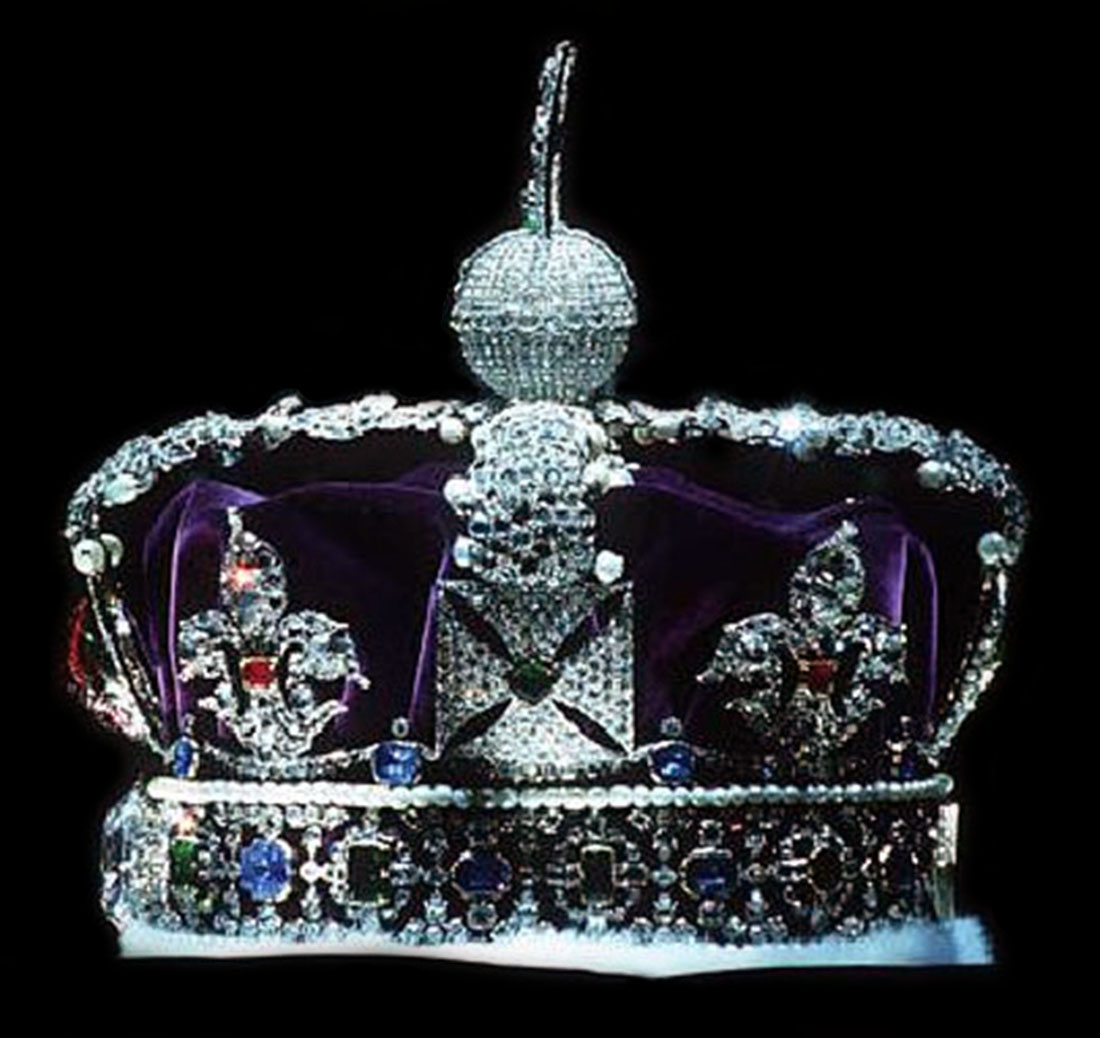
Corona pertanyent a la reina d'Anglaterra

El barret o capell és usat des de l'antiguitat i ha sofert molt diferents variacions. La perruca fou molt utilitzada a l'antic Egipte. A Europa, durant una part del segle xvii i al segle xviii, la perruca femenina i masculina va tornar a estar de moda. Les cintes foren usades pels homes en l'antigor i per les dones en tota època: lligades en forma de llaç en el pentinat masculí del segle xviii i en el femení, especialment des del Renaixement fins ara. Des de la Segona Guerra Mundial la moda ha bandejat l'ús de lligadures.

## Funcions
La lligadura ha servit, a part la seva possible utilitat pràctica, per a manifestar un estatus social i per a marcar diferències jeràrquiques. Així, els caps, bruixes, bruixots i sacerdots de les tribus primitives la usaren com a símbol de poder, i és el mateix la corona dels reis i el casc militar, malgrat les seves finalitats pràctiques.

## Materials utilitzats
Les plomes foren usades pels amerindis, i ho han estat per la civilització occidental, tant en la indumentària femenina com masculina, ja com a ornament dels capells o dels cabells directament. També hom ha utilitzat els ocells per a decorar els capells femenins. Les flors, naturals o artificials, han estat molt utilitzades en la moda femenina tant per als capells com per als cabells. Un altre element utilitzat en la lligadura són les joies, siguin pintes, agulles de cap, diademes o corones. Les perruques egípcies portaven al damunt un petit con d'encens per a perfumar.

## Tipus

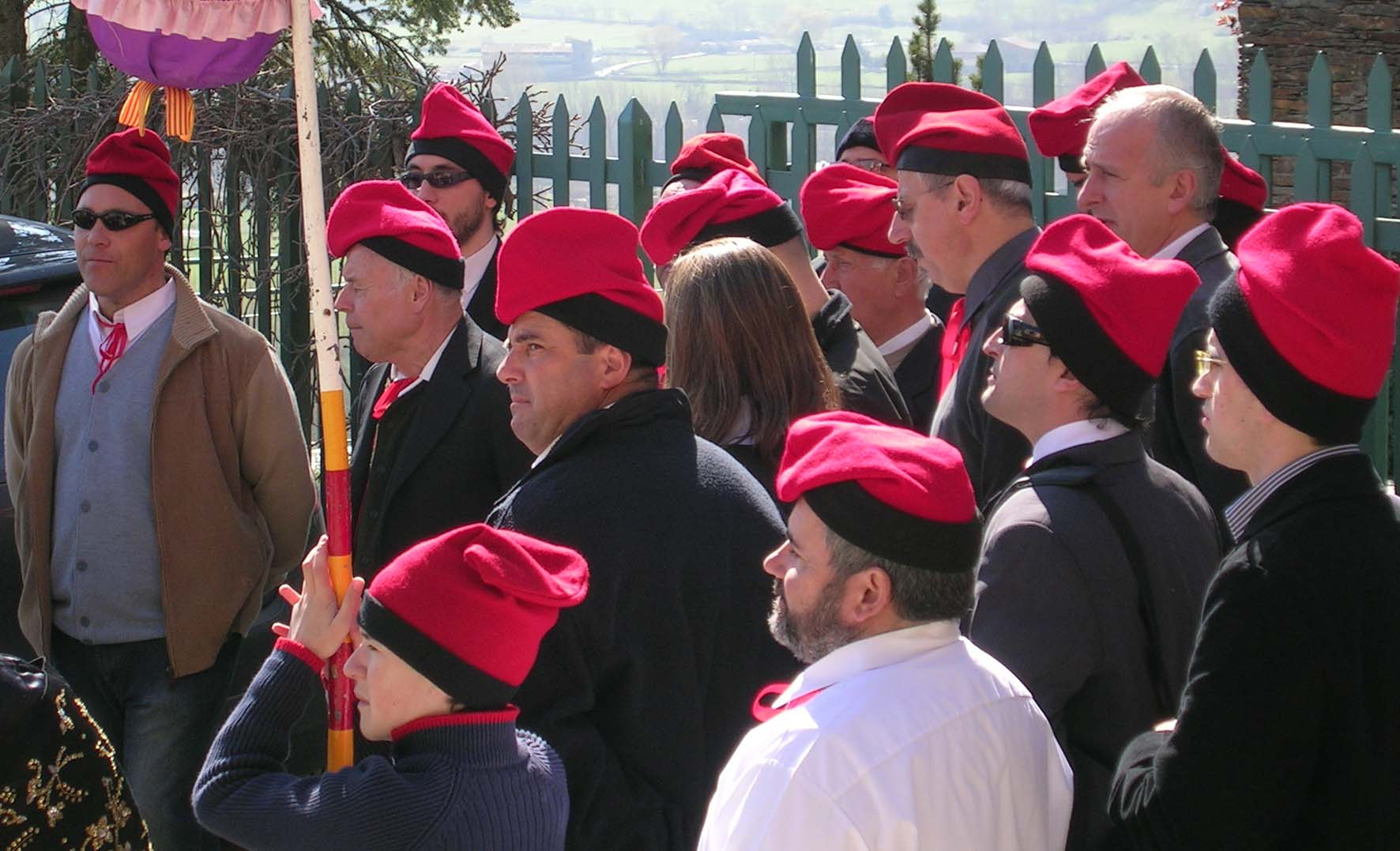
Barretines

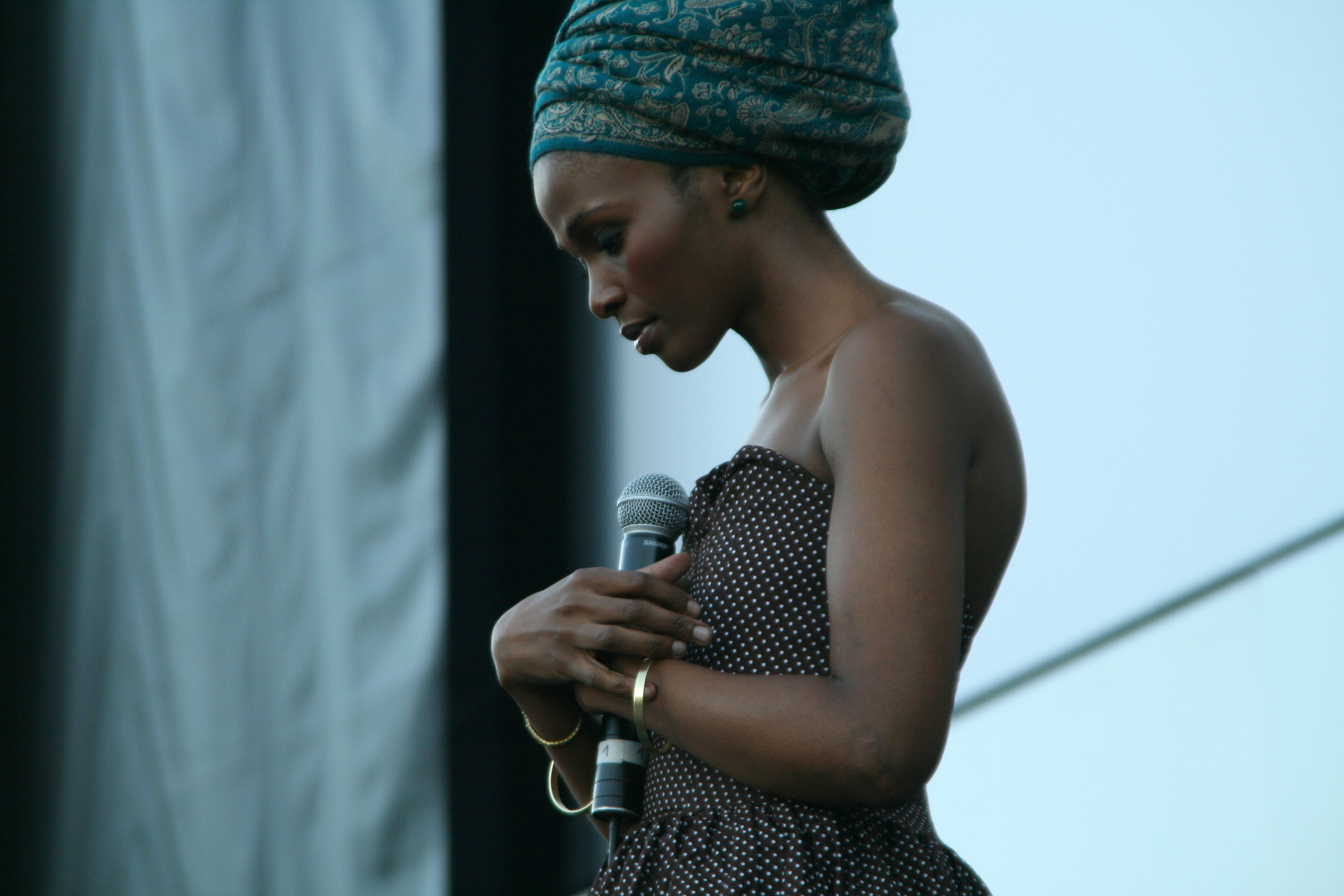
Dona amb lligadura

A grans trets es pot afirmar que avui, al món europeu, hi ha tres grans tipus bàsics quant a freqüència d'ús (i diversitat interna): el barret (o capell), amb copa de forma cilíndrica i dotat d'ales; la gorra, de forma arrodonida, sense ales i amb visera; i el casquet, arrodonit i sense ales ni visera. Ara bé: la barretina i la boina, per exemple, potser tenen més analogies amb les gorres o amb els casquets que no amb els barrets, però no són pas gorres ni casquets. De la mateixa manera tenen paper important al món musulmà el turbant i el fes.
D'ús especialitzat són, per posar exemples molt diferents entre si, la caputxa, la cucurulla, el casc, la corona, la tiara i la perruca. Els vels, mantells, i mantellines han estat un altre element de la lligadura femenina. Una tipificació rigorosa ha d'ésser molt prolixa.